# محمد ولد مولود
محمد ولد مولود (مواليد مدينة تجكجة عام 1953) هو سياسي موريتاني وأستاذ تاريخ وأحد القادة التاريخيين للتيار اليساري والشيوعي في موريتانيا ورئيس حزب اتحاد قوى التقدم الممثل في البرلمان الموريتاني، والمحسوب على التيار اليساري. وهو نائب برلماني حاليا.